# Euploea dufresne
Euploea dufresne är en fjärilsart som beskrevs av Jean Baptiste Godart 1824. Euploea dufresne ingår i släktet Euploea och familjen praktfjärilar. Inga underarter finns listade i Catalogue of Life.